# Російсько-українська церковна війна
Російсько-українська церковна війна — колаборантські дії Російської православної церкви та її частини УПЦ МП (РПЦвУ), спрямовані проти України; протистояння між православними вірянами та організаціями проукраїнського та проросійського спрямування як складова сучасного протистояння між Росією та Україною, починаючи з 1686 року, коли Московський патріарх отримав від Константинопольського патріарха Діонісія IV право тимчасово поставляти Київського митрополита. Пізніше РПЦ, зловживаючи цим правом, анексувала Київську митрополію і донині вважає її своєю канонічною територією.
Одним із джерел протистояння церков під час російсько-української війни стало кардинально різне ставлення церков до збройної агресії Росії проти України. Російська церква розглядає російську агресію як можливість зберегти та поширити свій вплив на Україну, а збройне протистояння на сході України — як «внутрішньоукраїнський конфлікт», «громадянську війну». Так, УПЦ МП назвали свою Кримську єпархію закордонною. УПЦ КП розглядала цю війну як агресію з боку Росії, окупацію та спробу знищення державності України та української церкви. Таку ж позицію зайняла ПЦУ, виникла після об'єднання у грудні 2019 року із УАПЦ і УПЦ КП та двох єпархій УПЦ МП. Улітку 2020 голова Служби зовнішньої розвідки України Валерій Кондратюк заявив, що спецслужби Росії дестабілізують ситуацію в Україні через Російську православну церкву.

## Історія
Ще до створення ПЦУ, яка була б незалежною від Московії у XX столітті, спецслужби використовували Російську православну церкву для ведення на територіях СРСР радянської пропаганди. Пропаганда мала на меті нівелювати національну самосвідомість та прагнення до самостійності окремих народів. Ієрархи РПЦ а пізніше й УПЦ МП нерідко висловлювались про те що росіяни та українці — це «один народ». Такі ж фрази були й у «Житіях святих». Так, наприклад, св. Лаврентію Чернігівському приписують фразу про неділиму Русь. Він нібито казав, що як св. Трійцю неможливо розділити так і Росію, Україну і Білорусь також неможливо розділити.
лист, направлений у вересні 1944 року на місця за підписом начальника 2-го управління НКДБ СРСР Федотова і керівника п'ятого відділу 2-го управління Карпова
Однією з причин сучасного протистояння церков є істотно непропорційне число вірян та парафій в Україні. Так, за даними на 2011 рік, УПЦ МП контролювала 42,5 % парафій та мала лише 29,4 % вірян, в той час, як для УПЦ КП ці показники становили 15,4 та 39,8 % відповідно. На 2016 рік співвідношення вірян становило вже 45,7 % проти 13,3 на користь УПЦ КП. У 2020 році вірян частка вірян РПЦвУ становить 13.6 % а ПЦУ 20 %.

### Євромайдан
Під час Революції гідності УПЦ КП, на відміну від УПЦ МП, підтримала прагнення українського народу до свободи та виступила на його боці, чим захистила гідність людини.

### Російсько-українська війна
У листопаді 2020 року український суд визнав бойовка «Російської православної армії» Артема Тимченка винним у замовленні підпалу українських храмів бойовиками «Л/ДНР». Терористи ДНР намагалися тричі провести підпал у Запоріжжі (принаймні, 6 та 11 січня 2019 року), Кривому Розі (15 лютого 2020 року). Організатори, платили паліям за кожен напад і доручали їм малювати нацистські графіті на стінах будівель РПЦвУ.

### Українська помісна церква
У липні 2018 року проросійський журналіст взяв інтерв'ю у єпископа Елпідофора, члена Синоду Вселенської патріархії. Російське церковне видання «Правмир» зробило переклад інтерв'ю, проте подало його не у звичній формі «Питання—Відповідь», а як певний переказ із вставками окремих цитат.

| ..у випадку з українською церквою, принаймні парадоксальним і викривленим є твердження будь-кого про те, що Церква в Москві є матір'ю церкви України. Якраз навпаки. Московська церква є дочкою української церкви, яка - українська церква - є дочкою Вселенського Патріархату. Знаєте, що християнізація (хрещення) Русі (росів), не росіян, бо як відомо, Київська Русь - це інше, тобто сьогоднішніх українців, відбулася при Володимирі, з його наверненням. Отож, юрисдикція Вселенського Патріархату - це Україна, це Київ, а отже і мати-церква... |
| — Єпископ Елпідофор, члена Синоду Вселенської патріархії |

У липні 2018 року Греція оголосила про намір вислати двох російських дипломатів та заборонити в'їзд ще двом. Причиною висилки, серед інших звинувачень, стала спроба російських дипломатів підкупу грецьких державних службовців, афонських ченців і митрополитів.

## Діяльність

### УПЦ КП— ПЦУ
|                        | Якби в Україні була одна церква, війни б не було, тому що Путін не мав би підтримки в Україні. Зараз вона у нього є — це Московський патріархат. Не просто словами, а діями допомагають, духовенство і віруючі Московського патріархату, сепаратистам і агресорам. |
| — Філарет (Денисенко), | |

Із самого початку російсько-української війни УПЦ КП опікувалася українським військом та сім'ями українських військових.
Активна проукраїнська позиція УПЦ КП призвела до проявів релігійно вмотивованих переслідувань, які здійснювали бойовики-сепаратисти під час збройного протистояння на сході України. Терористи також привласнюють церковне майно, викрадають, піддають тортурам і вбивають священнослужителів та прихожан, забороняють будь-яку релігійну практику, окрім православ'я московського патріархату та деяких інших винятків.
Московський патріархат продовжує діяльність на окупованих територіях Криму та Донбасу.
Храм УПЦ КП біля КПП військової частини в Перевальному в 2014 році однією з перших засудила агресію Росії, благословивши військовослужбовців «твердо стояти на захисті незалежності України».Після анексії Криму влада РФ відібрала декілька храмів УПЦ КП.

Про вкрай складне положення УПЦ КП та УАПЦ на окупованих територіях Донбасу та Криму повідомив також керівник Релігійно-інформаційної служби України Тарас Антошевський:
|  | У Криму відбувається зміна законодавчої бази. У російському законодавстві немає місця для КП. Їх церкви все ще працюють, але з точки зору закону їх діяльність нелегітимна. В окупованих частинах Луганської та Донецької областей ситуація ще гірша. Там практично йде війна, на місці працюють практично кілька священиків КП |

Патріарх Філарет каже що заяви УПЦ (МП) про релігійну війну є брехнею: «Заяви про „захоплення храмів“, про можливість „війни“ за автокефалію — приклад кремлівської дезінформації, брехні, яка є частиною гібридної війни проти України. Хіба ми забули листи Московського патріарха Кирила до Помісних Церков у серпні 2014 р., де він заявляв, що події на Сході України — це „війна уніатів та схизматиків проти канонічного православ'я“? Тобто у той час, коли вже відкрито російські війська вдерлися на українську територію — патріарх переконував глав інших Церков, що на Донбасі — не російська агресія, а що греко-католики і прихильники Київського Патріархату воюють із прихильниками Московського Патріархату, що це „релігійна війна“. Це неправда, тому що жодної релігійної війни на Донбасі немає, і громадянської війни немає, і міжнаціональної війни немає — а є російська агресія, окупація, і весь світ, крім Росії як агресора і декількох її союзників, визнає це». «Я служив Церкві у час, коли справді були гоніння, добре пам'ятаю як при Хрущові закривалися храми, монастирі, який тиск був на Церкву. Нічого подібного в Україні немає — навпаки, зараз усі Церкви і релігійні організації мають таку свободу для своєї діяльності, якої вони не мали за всі минулі століття. Чому ж представники МП говорять про „гоніння“? Тому що, по-перше, вони звикли, особливо за часів президентства В. Януковича, що держава їм у всьому сприяє, має до них особливе ставлення. А тепер, коли це припинилося, і ставлення вже рівне, як визначено законами, — їм здається, що це „гоніння“. Росія завжди так діяла — для того, щоб просувати свої інтереси, вона прикривала власну агресію „захистом“. Послухайте їх — вони ж заявляють, що завжди лише „оборонялися“ і ні на кого не нападали. Але як же тоді сталося, що з маленького Московського князівства, меншого, ніж нинішня область, ця держава виросла до розмірів аж 1/6 частини суші? Обороняючись?» — розповідає Патріарх Філарет.
Московський патріархат із Московською церквою є найбільшою церквою у православ'ї. Коли українська церква стане автокефальною і Московський патріархат скоротиться наполовину — у нього не буде підстав боротися за перше місце серед православних церков.
|                    | Релігійна боротьба — це привід для Путіна втручатися у внутрішні українські справи, тобто захищати православну церкву. Ми навпаки не хочемо, щоб цей процес об'єднання був пов'язаний із насильством. Не хочуть вони переходити до української церкви, нехай залишаються у російській церкві. |
| — Патріарх Філарет | |

#### ПЦУ в Донецьку
У 2020 Донецька єпархія ПЦУ подала звернення Департаменту нагляду щодо злочинів, вчинених в умовах збройного конфлікту за фактом порушення законів та звичаїв війни (ч. 1 ст. 438 КК України) на тимчасово окупованій території Донецької області окупаційною адміністрацією РФ та її незаконними збройними формуваннями. У зверненні зазначено про систематичне застосування бойовиками фізичного та психологічного насильства щодо мирян та духовенства Української православної церкви Київського патріархату (після 15 грудня 2018 року — Православної церкви України, далі ПЦУ), незаконне позбавлення волі священнослужителів, заволодіння майном релігійних громад, у тому числі будівлями храмів, здійснення перешкоджання в проведенні церковної служби в храмах тощо. Також у зверненні йдеться про те, що двоє священиків були викрадені учасниками незаконного збройного формування РФ, вивезені за межі населеного пункту та піддані фізичному насильству за організацію надання медичної допомоги пораненим українським військовослужбовцям.

#### ПЦУ в Криму
Православну Церкву України в Криму, російська окупаційна влада намагається знищити. Так званий «Євпаторійський міський суд» у листопаді 2019 року ухвалив рішення знести дерев'яний храм Православної церкви України в Євпаторії, будівництво якого було розпочато ще до окупації півострова Росією. 23 липня 2020 року митрополит Кримської єпархії ПЦУ Климент отримав від російські окупантів постанову про знесення храму в Євпаторії.
У листопаді 2020 році Митрополит Климент (Кущ) отримав від суду РФ штраф 30 000 рублів, через відмови виконувати вимогу про знесення храму на честь Пречистого образу Божої Матері «Неопалима Купина» у Євпаторії. У Грудні 2020 року штраф зріс до 50 тис. рублів. 2 грудня 2020 предстоятель Православної Церкви України Блаженнійший Митрополит Епіфаній під час онлайн-зустрічі Всеукраїнської Ради Церков і релігійних організацій з послами країн «Великої сімки» закликав посилити санкції проти РФ через утиски вірян ПЦУ в Криму.

### Російська православна церква в Україні (УПЦ МП)

#### Анексія Криму
Допомагали російським силам в Криму місцеві священики — представники Української православної церкви Московського патріархату, яка формально автономна, але все-таки підпорядковується Москві. На момент 2013—2014 року УПЦ МП, забезпечувала духовні потреби російського флоту. Керівник військового відділу Сімферопольської і Кримської єпархії УПЦ МП священик Димитрій Коротков активно брав участь у анексії Криму. Деякі кримські храми Московського патріархату в дні протистояння перетворювалися в казарми і навіть збройові склади.
Архієпископ ПЦУ Климент каже: "Те ж саме було і з Успенським монастирем в Бахчисараї, який теж служив оплотом проросійських сил. Але найяскравіший епізод — це бахчисарайский храм ієромонаха Калинника, який зараз став єпископом. Його храм [в селі Затишному] служив храмом-базою: там були і зброя, і засоби захисту, і продовольство, і казарма ". В ЗМІ збереглися згадки, як в 2014 році Калинник «розмістив склад зброї для» Самооборони Криму «на території храму Святого пророка Іоанна Хрестителя».

#### Л/ДНР

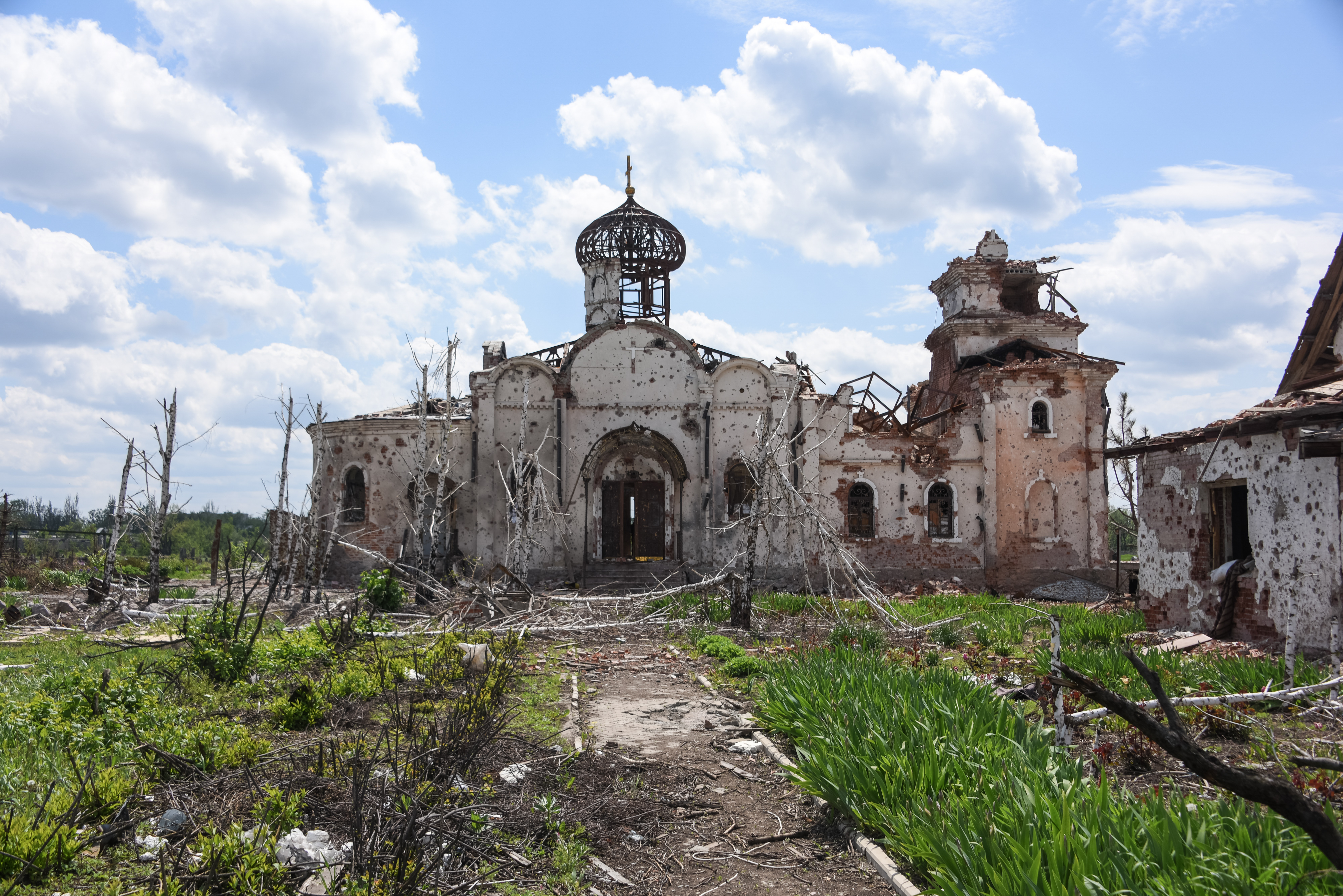
Залишки Свято-Іверського храму УПЦ МП після військових дій в зоні аеропорту Донецька,

Із самого початку російсько-української війни представники незаконних збройних формувань відкрито заявляли про свою прихильність до московського православ'я і початок «хрестового походу» проти України, так, наприклад, «накази командувача ополченням ДНР» поширювались, в тому числі, через інтернет-сайт однієї з єпархій московського патріархату.
14 серпня 2014 року на офіційному сайті РПЦ був розміщений фрагмент послання Московського патріарха Кирила Константинопольському патріарху Варфоломію, у якому, намагаючись протиставити все українське суспільство одній конфесії московського патріархату, патріарх Кирило заявив, що, починаючи з Майдану, «розкольники» (тобто УПЦ КП) і уніати «відкрито закликали до викорінення православ'я» на території України, а «з початком бойових дій уніати і розкольники, отримавши в руки зброю, під видом антитерористичної операції стали здійснювати пряму агресію по відношенню до духовенства канонічної Української Православної Церкви на сході країни». Тобто, на його думку, в Україні відбувається не АТО, а релігійна війна «під виглядом АТО».

Із заявою щодо цього послання виступила Українська греко-католицька церква, заявивши, що:
«неприпустимим є лукаве намагання перенести здійснення природного права українського народу на свободу і незалежність своєї країни в міжконфесійну площину, що провокує нове напруження та нову смуту в українському суспільстві — цього разу в ділянці міжконфесійних відносин».

Жпископ УПЦ МП Варсонофій (Винниченко) на фоні прапорів ДНР

Показовим є ставлення до війни на сході України представників УПЦ МП: 8 травня 2015 року на урочистому засіданні Верховної Ради України, присвяченому 70-й річниці перемоги над нацизмом в Європі, президент Порошенко зачитував прізвища 21 бійця, котрі отримали звання Героя України, (серед 10 них — посмертно) за участь в АТО, то встали і привітали їх аплодисментами всі присутні, навіть запрошені на засідання іноземні гості, але не представники УПЦ московського патріархату на чолі з її керівником Онуфрієм Березовським, котрі демонстративно продовжували сидіти.
11 травня 2015 р. єпископ Новоазовський Варсонофій (Винниченко), вікарій Донецької єпархії УПЦ (МП), взяв участь в «святкуванні Дня Республіки» (річниці незаконного референдуму в м. Донецьку). З благословення митрополита Донецького і Маріупольського Іларіона (Шукало) напередодні, 8 травня, архієпископ Макіївський Варнава (Філатов) і єпископ Новоазовський Варсонофій (Винниченко) здійснили під прапорами «Новоросії» і СРСР чин закладки каплиці на честь святого Олександра Невського. Також було присутнє духовенство Сніжнянського, Торезького і Шахтарського благочинь.
У травні 2015 року співробітники Служби безпеки України провели обшук в одному з місць відпочинку Одеси, де відзначав своє 25-річчя один із працівників єпархії УПЦ МП однієї з православних церков Дмитро П., який також працює журналістом на одеському телеканалі і є помічником одного з народних депутатів. На вечірку громадянин запросив своїх колег з єпархії МП: семінаристів ОДС і КДАіС і священнослужителів УПЦ МП. Гості подарували винуватцю торжества великий торт із зображенням герба і прапора терористичної організації «ДНР», а також прапора Росії. У відповідь чоловік накрив стіл з дорогими імпортними напоями і запросив на свято десяток дівчат, які надають інтимні послуги, які були переселенці з окупованого Донбасу. Під час обшуку співробітники СБУ вилучили у одного з гостей пістолет і патрони калібру 5,45
Листівки які мали на меті очорнити УПЦ КП і носили назву « „Київський Патріархат“, як він є: дійсні факти про недійсну „церкву“» роздавалася напередодні Нового 2017 року в селі Ласків Володимир-Волинського району в тимчасовому приміщенні громади УПЦ (МП).

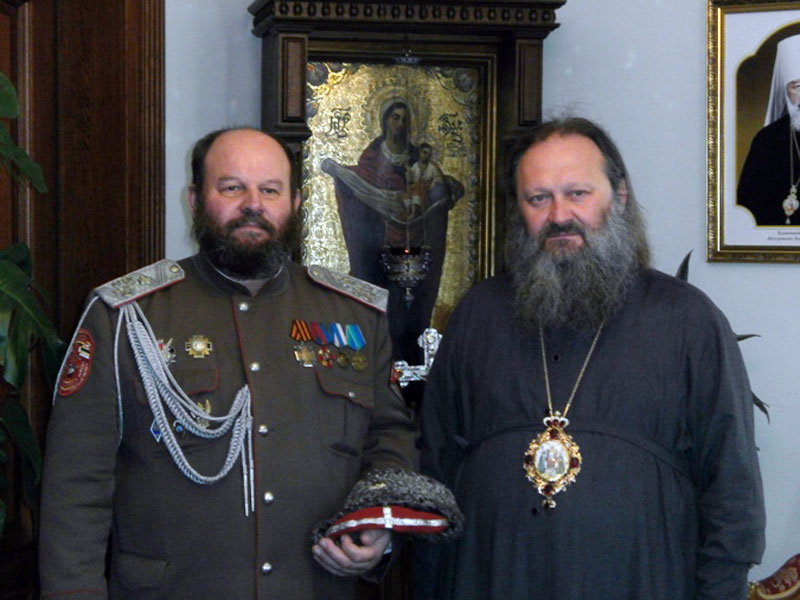
Павло Лебідь та Сергій Кришталь, російський «козачий генерал», під час туру з іконою царя Миколи II Україною. Культ царя і його сім'ї став імперським пропагандистським інструментом для православних вірян в Україні

23 червня 2016 Ногінський міський суд Московської області виніс рішення, яким задовольнив вимоги адміністрації Ногінського муніципального району про знесення Свято-Троїцького храму в м. Ногінську, єдиного храму УПЦ КП в Московській області і одного з декількох храмів УПЦ КП на території Росії. Цей судовий процес був ініційований владою на підставі звернення священика Московського патріархату. Листом від 10 листопада 2016 року Головне управління соціальних комунікацій Московської області відповіло парафіянці храму УПЦ КП в м. Ногінську, що ця церква є «розкольницькою» і рекомендувало відвідувати храми РПЦ. Настоятелем храму є митрополит ПЦУ Адріан (Старина)
У жовтні 2016 року в усіх школах Криму в рамках святкування 15-річчя канонізації в РПЦ адмірала Федора Ушакова та 320-річчя створення російського флоту відбулися заходи «духовно-морального» та «військово-патріотичного» спрямування під загальною назвою «Уроки мужності й патріотизму на прикладі святого воїна Феодора Ушакова: Подвиг небесний і земний». Заняття проводилися священиками Сімферопольської і Кримської єпархії УПЦ (МП) з благословення митрополита Лазаря і за сприяння кримського «міністерства освіти, науки і молоді». Один з таких уроків, який становив собою лекцію про оборону «святої Русі» священик Дмитро Сушко прочитав школярам у стінах вояцького храму в ім'я Димитрія Донського, настоятелем якого він є. Даний храм перебуває на території військової частини в селі Перевальне під Сімферополем, відібраної в українських збройних сил російськими загарбниками навесні 2014 року. Раніше він належав УПЦ Київського Патріархату і був освячений на честь Покрови Пресвятої Богородиці. 1 червня 2014 року проросійські козаки здійснили силове захоплення храму, вчинивши в ньому погром і побивши парафіян. Після цих подій настоятель з родиною був змушений залишити Крим через загрозу життю. Тоді ж за аналогічним сценарієм відбулося захоплення храму УПЦ КП при навчальному загоні ВМСУ у Севастополі; його доля невідома. Захоплений храм на честь Покрову Пресвятої Богородиці, був освячений УПЦ МП наново — на честь святого Димитрія Донського: саме в день пам'яті цього святого, 1 червня 2014 року, храм «повернувся у лоно єдиної, неподільної, соборної, апостольської церкви Московського Патріархату», як сказано в повідомленні. При цьому храм у списку культових споруд УПЦ (МП) у Криму не значиться. Протягом всього часу анексії Криму на священиків і вірян УПЦ КП чиниться тиск у різних формах, про що неодноразово розповідав ЗМІ та правозахисним організаціям архієпископ Климент.
Вбитого терориста Гіві відспівував православні священики та єпископ Варсонофій (Винниченко).
Священики УПЦ МП неодноразово благословляли присягу «Донських козаків», щоб ті «боронили свою православну віру» Також клірики УПЦ МП відспівували вбитих сепаратистів.
У червні 2017 року командувач НГУ Юрій Аллеров пояснив, що священиків УПЦ МП не беруть капеланами у НГУ тому що це прописано в постанові кабміну. За його словами він особисто бачив як представники УПЦ МП благословляли бойовиків: «Я працював з розвідкою, з народним опором, коли колони сепаратистів з російськими найманцями під'їжджали до церкви — і виходили настоятелі УПЦ МП і благословляли їх на „священну війну“ проти українського народу…». Генерал заявив, що і РФ продовжувало намагатися вплинути на території України, які знаходяться під впливом Російської православної церкви, маючи на увазі південну і східну частини нашої країни.
У травні 2018 року священник УПЦ МП нагородив терористів ЛНР, так званої «народної міліції» назвавши їх православними воїнами які захищають правду і не нападають ні на кого. 5 сепаратистів були нагороджені медалями «захисників віри православної» Хор проспівав Аксіос що означає достойний.
Представники московського патріархату підтримують терористичні угрупування на Донбасі (так звані ЛНР та ДНР), молячись за «перемогу терористів та освячуючи їх знамена». При цьому бойовики вчинені ними розгроми розглядають як боротьбу за православ'я.
Близько 40 козаків «ЛНР» прийняли 27 січня 2018 присягу в храмі Казанської ікони Божої Матері УПЦ (МП) у Луганську. Присягу благословив священик УПЦ МП. Присягу на майбутнє служіння в козацтві зачитали також дві жінки і 10-річний хлопчик, батько якого є козаком.
У кінці 2018 року стало відомо про те що 38 парафій УПЦ КП із 46 припинили своє Існування у Криму.
В 26 лютого 2019 року Правоохоронці провели обшуки у приміщеннях групи охоронних компаній «Служба безпеки Стелс», співзасновником яких є Вячеслав Павлів — диякон храму на честь Іосафа Бєлгородського УПЦ МП. У ході обшуків виявлено літературу антиукраїнського змісту (книга Проєкт Росія), яка закликає до міжрелігійної ворожнечі, вогнепальну зброю і набої до неї. Також встановлено зв'язок вказаного священнослужителя УПЦ (МП) з російськими парамілітарними структурами.
В Україні під час переходу від УПЦ МП до ПЦУ були поширені провокації для дискредитації ПЦУ. З початком січня 2019 майже на кожні сільські збори, де місцева громада хоче перейти до ПЦУ, приїжджає група зі священиками Московського патріархату та «спортсменів». У с. Писарівка, що розташована поблизу Вінниці. На такий захід у МП людей збирали заздалегідь. В результаті прихильниками МП був побитий сільський голова та дільничий. Замовники з російської сторони наймали провокаторів для підпалу храмів. Також Спецслужби Росії вчиняють напади на храми і залякують священиків УПЦ МП з метою дестабілізації ситуації в Україні напередодні виборів. Священик УПЦ МП у селі Смолява зустрів жінку що несла підписи за перехід до ПЦУ, почав її трусити та відібрав підписи.
У серпні 2019 року з благословення митрополита Тернопільського та Кременецького Сергія на Тернопільщині організовуються туристично-паломницькі поїздки в окупований Крим. Священики РПЦвУ вирішили реанімувати туристичний бізнес в Криму, який занепав після російської окупації. Крім відвідування православних храмів та монастирів Криму, вірянам також пропонують відпочити біля моря. Відповідні рекламні оголошення про «паломнічество в Крим» розмістили біля храмів УПЦ МП на Тернопільщині.
Улітку 2019 року було оприлюднено лист до СБУ, ГПУ та РНБО від двох релігієзнавців в якому УПЦ МП інкримінують «численні факти розпалювання міжконфесійної ворожнечі, використання мови ненависті, закликів до повалення конституційного ладу в Україні, підтримки незаконних збройних формувань „ДНР“ та „ЛНР“, колабораціонізму з маріонетковим керівництвом ОРДЛО та окупаційною владою в Криму, які здійснюють представники цієї церкви».
8 вересня 2019 року у тимчасово окупованому Донецьку бойовики урочисто відкрили погруддя російському імператорові Миколі II в донецькому селищі Гірник на території поки недобудованого храму на честь Святих царствених мучеників. Установці бюста російському імператору також сприяв митрополит Донецький і Маріупольський УПЦ МП Іларіон (Шукало).
10 вересня 2019 року Президент Чехії Мілош Земан прийняв у Празькому Граді делегацію із семи осіб, які, за їхніми словами, «представляють інтереси русинів, які домагаються автономії в складі України». Прийом був символічно приурочений до сторіччя підписання Сен-Жерменського договору. У складі делегації був і священик УПЦ МП Дмитро Сидор, який раніше отримав умовний термін за посягання на територіальну цілісність України.
22 жовтня у Києві на мітингу РПЦ в Україні (УПЦ МП) під Офісом президента виступав священник з Почаєва Олександр Марценюк, який писав співчуття терористам. Також клірик УПЦ МП священик Олександр мріє про об'єднання «Русских земель под рукой православного монарха» і вважає «Центральну Україну і далі до Росії російською землею», називає українських воїнів не інакше як «убийцами Донбасса» та вболіває за перемогу «ДНР/ЛНР»".

#### «Примирення» з Росією
У листопаді 2020 року на території Києво-печерської лаври пройшов пропагандистський захід, організований РПЦ за підтримки православних єпископів РПЦвУ (УПЦ МП) та проросійських політиків, під назвою «XVIII Міжнародний фестиваль православного кіно „Покров“». Церемонія відкриття транслювалася зі студій в Києві і Москві. В основному конкурсі фестивалю взяли участь 68 фільмів з семи країн: України, Росії, Ізраїлю, Франції, Білорусі, Вірменії та Сербії. Основний лейтмотив фестивалю: мир, єдність і дружба із країною-агресором, окупантом України — Росією. Митрополит Павло Лебідь наголосив на необхідності єдності із Росією: «Ми нероздільні і нам нема чого ділити. У нас одна історія, один покров божої матері, у нас повинно бути все одно. Ми не повинні ділити Бога, ми не повинні ділити історію, ми повинні бачити один в одному брата, образ Христа», — сказав Павло.
Режисер Микола Досталь, володар гран-прі минулого пропагандистського фестивалю «Покров» 2016 року, заявив: «Правильно кажуть, що віра повинна об'єднувати, православ'я, тому ми повинні показувати приклад ворогуючим елементам, що треба спілкуватися, дружити, знаходити контакт». Фестиваль православного кіно «Покров» проводиться з 2003 року, коли він був проведений з благословення Володимира Сабодана. З 2014 року фестиваль проходить з благословіння очільника РПЦвУ Онуфрія (Березовського) з метою популяризації Російської культури, дружби із РФ, «руского міра» під прикриттям фільмів християнського змісту. Президент кінофестивалю — народний депутат України Андрій Деркач.

### Російська православна церква
У 2016 році Ростовська єпархія РПЦ навчала дітей «ДНР» військовій справі і служила молебні за «Новоросію».
Священик Владислав Лапердин занесений в базу сайту «Миротворець» через те що надавав «гуманітарну допомогу» бойовикам-найманцям «Новоросії», та незаконно перетинав Державного кордону України в зоні проведення АТО. Отримав від терористів медаль «Захисник Новоросії».
Улітку 2020 Голова Служби Зовнішньої розвідки України Валерій Кондратюк заявив, що спецслужби Росії впливають на дестабілізацію України через Російську православну Церкву. «Російські спецслужби, маючи важелі тиску на релігійну сферу, використовують РПЦ одночасно і як „жорстку“ (інспірація протестних акцій, що можуть легко перерости в показові зіткнення з правоохоронцями або провокаторами), і як „м'яку“ силу (вплив на уми вірян). На цьому напрямі Росія використовує всі наявні технології для протидії процесові становлення Православної Церкви України, маніпулюючи почуттями українських віруючих і намагаючись усіляко зберегти свій вплив на них», — сказав він.
Ростислав Павленко назвав РПЦ важелем кремля у гібридній війні тому треба будувати автокефальну незалежну церкву.

#### Анексія Криму
У спецоперації із захоплення Криму у 2014 році брали участь священники Російської православної церкви і робили це на запрошення Міністерства оборони РФ. Українських військових вмовляли здатися новій владі священики Російської православної церкви (РПЦ). Практично всі українські військові на півострові сприйняли проповіді про припинення кровопролиття і склали зброю. Ветеран спецназу ГРУ: «Було прийнято рішення викликати з Пітера отця Димитрія [Василенкова, заступника голови відділу по взаємодії зі збройними силами та правоохоронними установами Санкт-Петербурзької єпархії РПЦ] — і ми з ним почали об'їжджати поки що ще українські військові частини[…]Ворота частин відкривалися через священика. Інакше нас би викинули просто з частини. А козаки забезпечували кіпеж: якщо вже з'являється купа якихось незрозумілих російських громадян, то вже треба щось робити»
|                       | Всі вони [священики РПЦ] їхали через Керченську [поромну] переправу з козаками: автобуси формувалися на території Краснодарського краю, а потім приїжджали на територію Криму |
| — Архієпископ Климент | |

До діалогу з кримськими татарами залучили голову духовного управління мусульман Татарстану, муфтія Каміля Самігуллін. До Сімферополя, для переговорів з татарами запросили муфтіїв з Чечні.

#### ДНР/ЛНР
Священик РПЦ Владислав Лапердин надавав «гуманітарну допомогу» бойовикам-найманцям «Новоросії». Та незаконно перетинав Державний кордон України в зоні проведення АТО. Отримав від терористів медаль «Захисник Новоросії».
РПЦ впливає на Болгарську ПЦ, «щоб на неї зберегли вплив митрополити, які пов'язані з Росією, з РПЦ». Отець Борис розказував як він вбивав військових ЗСУ біля Пісків. Українська розвідка переконана, що РПЦ на 99 % контролюєтся спецслужбами РФ. Про це розповів Єгор Божок.
Відомі також ворожі висловлювання в сторону українського уряду та України. Так, Ткачов Андрій протоієрей УПЦ МП сказав що Україна без Росії — це «нуль і навіть мінус». Порошенко — «чорт» а Україна «не зможе покаятись».
Священики РПЦ вірять в «швидку перемогу» терористичних угруповань Л\ДНР і приїжджають для молитви на ворожих блокпостах.
На початку 2019 року після хакерського зливу листування були знайдені листи начебто ватажка самопроголошеної «ДНР» Дениса Пушиліна до Адміністрації Володимира Путіна, де він просив надати гуманітарну допомогу, а також до патріарха Російської православної церкви Кирила з проханням зустрітися й обговорити питання захисту церквою представників самопроголошених республік.
У Росії в лютому 2019 року планують знести останній храм ПЦУ.

## Наслідки

### Ставлення у суспільстві
У період з 25 грудня 2014 року по 15 січня 2015 року фонд «Демократичні ініціативи» спільно з соціологічною службою Ukrainian Sociology Service на замовлення Міжнародного центру перспективних досліджень провели опитування громадян на території України (за винятком Луганської області та Криму) стосовно змін в релігійних уподобаннях українців.
Згідно з результатами, 44,2 % громадян зараховують себе до вірних УПЦ КП, 20,8 % — прихильників УПЦ МП та 11 % — вірян УГКЦ. Єдиним регіоном, де явна більшість опитаних (55 %) визнала свою приналежність до УПЦ МП, є Донбас. При наявності в Україні 12,714 громад УПЦ МП проти 4,661 громад УПЦ КП, московський патріархат більш ніж вдвічі програє УПЦ КП за кількістю прихожан.
При цьому 20 % громадян України вважають православну церкву московського патріархату релігійним інститутом країни-агресора, який веде в Україні підривну діяльність. У зв'язку з військовою агресією Росії проти України посилилась тенденція переходу прихожан УПЦ МП під юрисдикцію УПЦ КП цілими парафіями і в різних регіонах України — на Волині, Львівщині, Рівненщині, Тернопіллі, Київщині, Херсонщині, Буковині, Вінниччині.

### Законодавство

Поточний стан розколу 2018 року за юрисдикцією православних церков.
Визнає автокефалію ПЦУ
Співслужили з Предстоятелем ПЦУ або поминали його у диптиху Божественних Літургій
Остаточних заяв щодо ПЦУ поки що немає
НЕ визнає автокефалію ПЦУ
Територіальні суперечки між Московським Патріархатом (МП) та Вселенським Константинопольським Патріархатом або Румунською Православною Церквою.

Виходячи з особливих обставин, викликаних збройною агресією з боку РФ 16 червня 2016 Верховна Рада України ухвалила постанову про звернення парламенту до Всесвятості Варфоломія І, архієпископа Константинополя і Нового Рима, Вселенського патріарха щодо надання автокефалії Православній церкві в Україні.
У травні 2017-го до Ради було подано проєкт закону «Про особливий статус релігійних організацій, керівні центри яких знаходяться в державі, яка визнана Верховною Радою України державою-агресором» котрий мав за мету стимулювати УПЦ (МП) до більш державницький позицій, та виробити механізм законодавчої ліквідації цієї організації у разі його не дотримання.
Наприкінці 2018 року Верховна Рада України заборонила капеланам УПЦ МП служити у військових підрозділах. Відповідне положення міститься в ухваленому парламентом законопроєкті № 5309
22 грудня 2018 року президент Петро Порошенко підписав закон, який зобов'язує УПЦ МП вказувати в своїй назві приналежність до РПЦ. Багато журналістів заявили про перейменування церкви, а Голова юридичного відділу УПЦ МП протоієрей Олександр Бахов назвав цей закон антиконституційним. Така думка заперечувалась юристом Сергієм Резніком: «Немає підстав вважати що закон антиконституційний».
Вже 2022-го року Конституційний Суд України визнав цей закон таким, що відповідає українській Конституції (буде оприлюднено на офіційному сайті Конституційного Суду 28 грудня 2022 року).

### 2022 рік
Навесні 2022-го, після повномасштабного вторгнення Росії, низка міських рад обмежила або повністю заборонила діяльність УПЦ МП у відповідних територіальних громадах:
- Борислав[96]
- Бровари (на час війни)[96][97]
- Городок[98]
- Дрогобич[99]
- Кагарлик[100][101]
- Конотоп[102]
- Переяслав[101]

### Анексія єпархій
13 жовтня 2022 РПЦ анексувала та підпорядкувала собі Ровеньківську і Луганську єпірхії (Луганська область) УПЦ МП. У травні 2023 року було анексовано Бердянську єпархію. У липні 2023 року були анексовані Донецька та Горлівська єпархії УПЦ МП, а також Сєверодонецьку єпархію У грудні 2023 року було анексовано Херсонську єпархію УПЦ МП. У березні 2024 року було анексовано частину Запорізької єпархії УПЦ МП.

### 2024
27 березня 2024 року в залі храму Христа Спасителя в Москві на засіданні XXV Всесвітнього російського народного собору під головуванням голови ВРНС Патріарха Московського Кирила було оголошено «наказ» «Сьогодення та майбутнє русского міра», в якому війна в Україні називається «священною» війною проти «колективного Заходу який впав у сатанізм». Також там пропонують на державному рівні затвердити і захищати ідеологію «триєдиного русского народу», концепцію російського царату часів XVIII століття, яка заперечує існування українців та білорусів.
В серпні 2024 року стало відомо, що Росія створює на окупованих територіях підрозділи фейкових «запорозьких козаків», а місцеві священники РПЦ освячують їх корогви.

## Матеріали
- «Вєжлівиє батюшкі»: Як священики РПЦ брали участь у захопленні Криму [Архівовано 25 травня 2021 у Wayback Machine.]
- Казаки-разбойники: ЧВК на службе у УПЦ МП? [Архівовано 7 листопада 2017 у Wayback Machine.] (рос.) // ПиМ
- Віктор Трегубов, А был ли мальчик крещён? [Архівовано 6 січня 2018 у Wayback Machine.](рос.) // ПиМ, 5 січня 2018
- Російські терористи на службі в Московського патріархату [Архівовано 22 січня 2021 у Wayback Machine.]
- Московський патріархат придумав, як по-хитрому уберегтися від переходів вірян до інших конфесій. tsn.ua. ТСН. 23 квітня 2017. Архів оригіналу за 28 жовтня 2017. Процитовано 27 жовтня 2017.
- Опиум для народа или церковь в Славянске с привкусом ДНР [Архівовано 9 січня 2018 у Wayback Machine.](рос.) // Штрих-Code, 31 липня 2014
- Євгеній Кисельов, Предвыборный ход или цивилизационный выбор? [Архівовано 29 квітня 2018 у Wayback Machine.](рос.) // Ехо Москви, 27 квітня 2018
- Терор на окупованих територіях: правозахисники опублікували факти переслідування Церков
- Крим без правил [Архівовано 9 лютого 2019 у Wayback Machine.]